# Vittorio Onofri
Vittorio Onofri (fl. XX secolo) è stato un calciatore italiano, di ruolo Portiere.

## Carriera
Ha disputato cinque gare su dieci con la maglia della Cremonese nel campionato di Prima Categoria Lombarda, girone A, nella stagione 1919-1920. Ha esordito a Treviglio il 28 dicembre 1919 nella partita Trevigliese-Cremonese (1-1), subendo all'88' su rigore il pareggio dei bergamaschi.